# 김호중 (일진회)
김호중(金浩重, 20세기 ~ ?)은 대한제국 말기에 일진회와 자위단원호회 회원으로 활동했던 인물이다.

## 생애
1907년 일진회가 의병 활동을 탄압하기 위해 조직한 자위단원호회 제1부 위원장을 맡았으며, 위원들과 함께 한성부와 경기도, 황해도 지역에서 자위단 설립을 독려, 선전했다.
1910년 9월 한일 병합 조약 체결 이후에 일진회 해산금을 수령했으며, 1934년에는 일본의 우익 단체 흑룡회가 도쿄 메이지 신궁 옆에 세운 일한합방기념탑 석실에 합방 공로자 중 한 사람으로서 봉납되기도 했다.

## 사후
- 민족문제연구소의 친일인명사전 수록자 명단의 친일단체 부문에 포함되었다.

## 같이 보기
- 일진회
- 자위단원호회

## 참고 문헌
- 민족문제연구소 (2009). 〈김호중〉. 《친일인명사전 1 (ㄱ ~ ㅂ)》. 서울. 701쪽.